# 大卫·埃德加
大衛·愛德華·艾加（英語：David Edward Edgar，/ˈɛdɡər/，1987年5月19日—）在加拿大安大略省基秦拿出生，是一名前足球運動員，場上司職中堅，亦可以擔任左或右閘，出身紐卡素青訓系統，曾效力哈特尔普尔。
艾加曾代表加拿大參加各個年齡級別國際賽及加拿大大國腳。他以加拿大U20成員身份參加2007年世青盃，並於2011年2月9日首次為成年隊上陣。

## 生平

### 早年
大卫·埃德加生於加拿大安大略省基秦拿，父親埃迪·埃德加亦是一名職業足球員，司職門將，曾效力英格蘭的纽卡斯尔联和哈特尔普尔联，以及美國的紐約宇宙。大卫·埃德加自小便十分鐘愛體育，曾參與冰球、中長跑和足球。
當艾加9歲時，他的父親帶他到英格蘭參加一項由曼聯贊助的足球競賽，賽事中艾加表現出色，曼聯有意提供獎學金讓他接受青訓，但艾加婉拒，寧願返回加拿大繼續學業。艾加在冰球亦有出色的表現，更被認為有潛質獲得選秀進入國家冰球聯盟。11歲起他便參加安大略省級足球比賽，之後他在足球和冰球之間徘徊，直到13歲那年決定放棄冰球，把時間放在足球上。14歲那年，他在多個球會試訓並表現出色，並獲得纽卡斯尔联學院提供的獎學金，埃德加接受了並離開加拿大前往英國，與在泰恩-威爾郡的祖母同居。

### 成年生涯
紐卡素

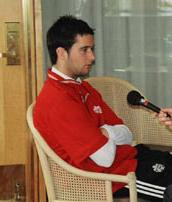
艾加於2007年接受傳媒訪問。

2006/07球季季中，紐卡素因眾多傷員問題，在預備隊的埃德加被臨時抽調至一隊。他在2006年12月26日對博尔顿賽事首次上場，1月1日主場對曼聯的比賽更打進首顆職業進球，最終以2-2迫和曼聯。由於一隊後防傷員眾多，埃德加在場上只能踢他不擅長的邊後衛。賽後他被評為賽事最佳球員並得到教練的格伦·罗德尔的讚揚，成功緊盯基斯坦奴·朗拿度。
07/08球季的埃德加是預備隊隊長，但球季過了一半後仍未有一次一隊上場機會，之後他公開表示對自己缺乏一隊上場機會感到沮喪。季末他獲得五次上場機會，其中對雷丁的表現更獲得教練的稱讚。埃德加在2007年5月5日與球會續約兩年。他在2008年12月28日以5-1大敗利物浦賽事中打進一球。2009年5月24日球季最後一場賽事對阿士東維拉中，埃德加在完場前被逐離場並以1-0落敗。該球季埃德加的13次上場，球隊錄得11負2和的劣跡，球隊保級失敗。季後他拒絕了會方合約並離隊。
般尼
2009年7月1日，伯恩利宣佈簽下大卫·埃德加，簽約四年。12月24日，球會宣佈與紐卡素在埃德加轉會費達成共識，為30萬英鎊。
2009年8月25日英格蘭聯賽盃對哈特尔普尔联，埃德加首次代表伯恩利上場。然而他不受教練欧文·科尔器重，得不到比賽機會。新教練布莱恩·劳斯執教首場賽事便把埃德加放進對曼聯的先發名單，但最終仍以3-0大敗。
外借史雲斯
2010年3月，埃德加外借至斯旺西城。4月5日對斯坎索普联的賽事中打進在球會首顆進球，以3-0獲勝。效力斯旺西城期間共上場5次及1進球。
2011年月1日31日，球會宣佈再次把埃德加外借到斯旺西城至季末，但數週後FIFA以文件不齊為理由拒絕給予国际证明。
回歸般尼
11/12球季，埃德加成為了球會主力後衛，並在2011年11月26日作客赫尔城賽事中四分鐘內打進2球，以3-2擊敗對手。
13/14球季結束後，球隊將會晉級至英超聯，而埃德加亦球會合約亦完結並被釋出。
伯明翰城
2014年6月12日，埃德加以自由身轉投伯明翰城並簽約兩年。首次上場是在聯賽揭幕日對米德尔斯堡，並在8月19日主場以2-2戰平伊普斯维奇城賽事中攻入在球會首顆進球。
外借哈德斯菲尔德
2015年1月21日，埃德加被伯明翰城外借到另一英冠球會哈德斯菲尔德直至球季結束。

### 國家隊

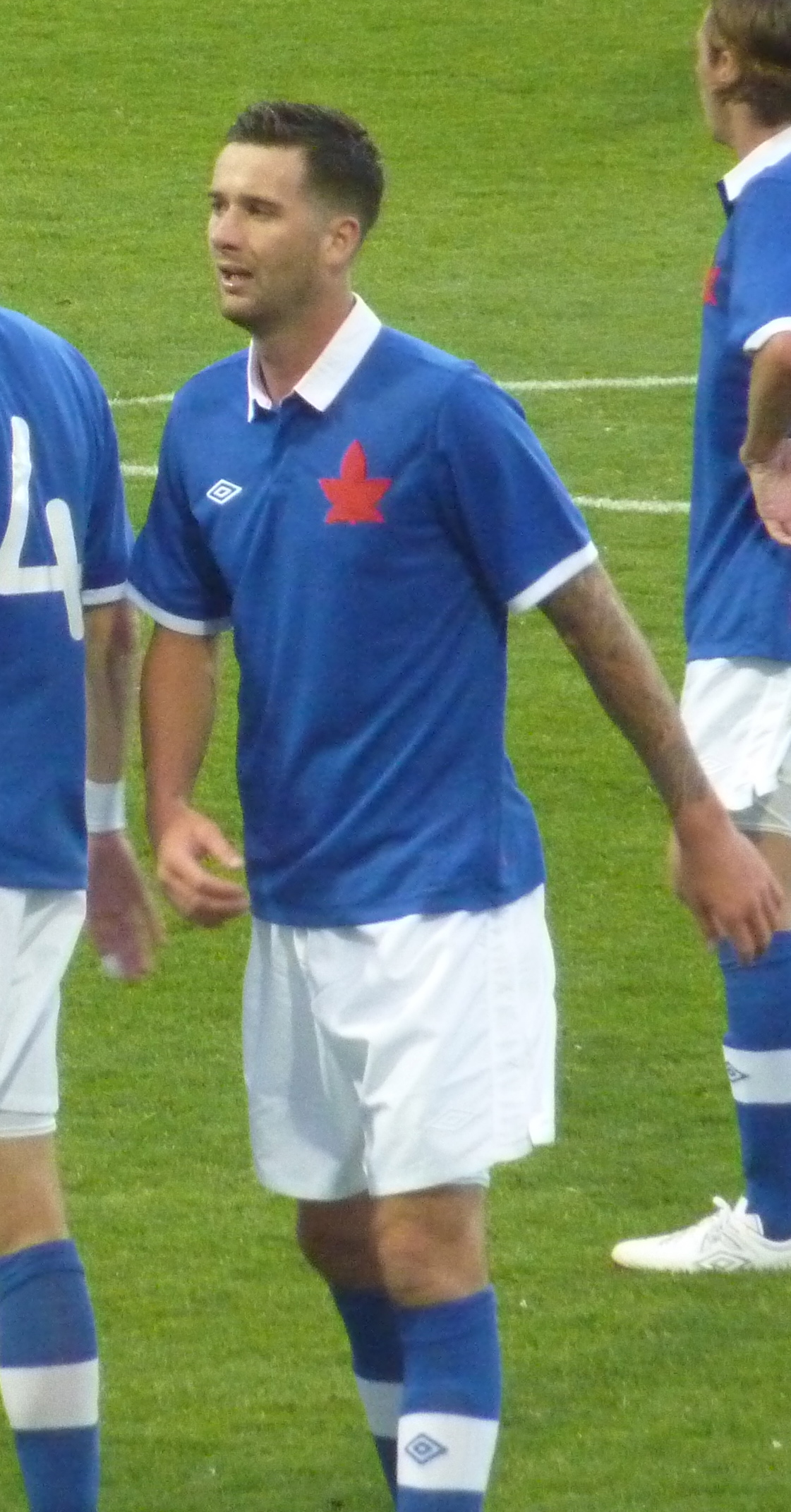
埃德加在2012年6月3日美國對加拿大的賽事。

埃德加曾代表加拿大U-17和加拿大U-20，16歲時便被徵召上參加2003年世界青年足球錦標賽。
2007年2月1日，埃德加當選為2006球季加拿大最佳年青球員。他在2007年入選了在加拿大主辦的世界青年足球錦標賽參賽名單，是加拿大有史以來主辦過最大型的單一體育項目賽事。埃德加在賽事開始前三星期受傷，使他上陣成疑。後來的核磁共振成像顯示沒有大礙，並參與了所有賽事共3場。
埃德加在2008年11月入選成年國家隊，在2010年世界盃外圍賽對牙買加賽事中為未用替補。
埃德加的國家隊處子戰是在2011年2月9日對希臘，在半場換入。該比賽亦有另外兩名隊員首秀，最終希臘以1-0獲勝。
埃德加入選2011年美洲金盃參賽名單，以代替因傷退出的德扬·亚科维奇，但國家隊在小組賽已被淘汰出局，因此埃德加未有上場機會。2011年底起，他成為了國家隊的主力球員，2012年10月12日的2014年世界盃外圍賽對古巴的比賽更交出助攻和進球，使加拿大以3-0取勝。此外他亦入選了2013年美洲金盃參賽名單。

## 榮譽
個人
- 加拿大20歲以下年度最佳旅外球員：2006
- U20世界盃明星隊：2007

## 外部連結
- 足球数据库：大衛·艾加的球员统计数据
- Football.co.uk profile （页面存档备份，存于）